# Хитровский, Василий Петрович
 Василий Петрович Хитровский (31.03.1894 — 02.02.1970) — российский и советский военный деятель, участник Первой мировой войны, Великой Отечественной войны, командующий артиллерии 37-я армии, генерал-майор (17 ноября 1942 года).

## Биография
Родился 18/31 марта 1894 г. в семье священника села Пустынь на Линде Семёновского уезда Нижегородской губернии;
- 1910 г. - окончил Нижегородское духовное училище;
- в 1913 году поступил на службу в Кредитное Товарищество на должность счетовода.
- призван 1.09.1915, как ратник ополчения 2 разряда и направлен в запасной батальон в г. Кунгур Пермской губернии. Участник Первой мировой войны в 1916-1917 годы ;
- В сентябре 1916 года был отправлен на фронт и поступил на укомплектование 2 Сибирского стрелкового полка в качестве рядового.
В апреле 1917 года командирован в школу прапорщиков. Около месяца провел в качестве вольноопределяющегося в г. Ржеве. 1 июня юнкер школы прапорщиков Западного фронта г. Псков. 1-го Октября 1917 года был выпущен в чине прапорщика.
- с 1918 года в рядах РККА. 4-я (затем 11-я) Петроградская стр. дивизия, действия в Латвии и Польше, базирование в г. Гатчина;
- 1921 года - участник подавления Кронштадтского мятежа;
- 1925 - 1929 годы - отдельный Полевой Тяжелый Дивизион (19 КАП), командир батареи, Ленинград;
- 1929 - 1931 годы - 2-я Ленинградская артиллерийская школа, командир батареи;
- 1931 - 1941 годы Военно-техническая академия имени Ф. Э. Дзержинского, начальник строевого отдела, преподаватель кафедры стрельбы, Москва;
- с 31 августа 1941, Волховский фронт, начальник разведывательного отделения штаба артиллерии  54-я армии;
- 13 сентября 1941 - 31 июля 1942, Волховский фронт, 8-я армия, командир 882-го артиллерийского полка (с мая 1942 – 71-й гвардейский артиллерийский полк);
- 31 июля 1942 - 20 апреля 1943, Волховский фронт, 8-я армия, заместитель командующего артиллерией 8-й армии; в должности заместителя командующего артиллерией 8-й Армии в апреле 1943 г. Хитровский награжден Орденом Отечественной войны 1-степени. Из наградного листа: 

«…проделал большую работу по налаживанию и организации проведения контрбатарейной борьбы на фронте 8-й армии. Систематически находясь в войсках, организовывал огонь артиллерии дивизии и полков.

В Вороново-Лодзинской операции осуществил всю подготовительную работу к ней и лично руководил деятельностью группы АДД армии…»— 
- 1943, май – октябрь, Степной фронт, 2-й Украинский фронт - 4-я гвардейская армия, командующий артиллерией 20-го гвардейского стрелкового корпуса, форсирование Днепра. За умелую организацию артнаступления, руководство артиллерией в операциях обеспечения пехоте форсирования р. Днепр, овладение плацдармом и расширении его, гвардии генерал-майор артиллерии Хитровский награждён орденом Суворова 2 степени. В представлении к награде сказано: 

За период наступательных операций 37 армии по форсированию р. Днепр, овладению и расширению плацдарма на правом берегу тов. Хитровский проявил организаторские способности в подготовке форсирования р. Днепр, артиллерийском обеспечении форсирования.
Умело и целеустремленно расположенная артиллерия на левом берегу своим организованным огнем прямой наводкой с закрытых позиций обеспечила частям армии форсирование реки и овладение плацдармом на правом берегу. Огнем артиллерии армии были парализованы гарнизоны узлов сопротивления противника на правом берегу в районе переправ. По овладению пехотой противоположным берегом немедленно переправилась артиллерия всех калибров для закрепления плацдарма и организации прочной обороны на достигнутых рубежах. Все контратаки пехоты и танков противника с целью удержания правого берега и ликвидации переправившихся групп, огнем артиллерии были отражены с большими для него потерями.
В операции по расширению плацдарма артиллерия армии, находясь в централизованном управлении своевременно подавляла узлы сопротивления противника, обеспечивая нашей пехоте продвижение и маневрируя огнем успешно отражала неоднократные, достаточно сильные контратаки противника. На прямую наводку для борьбы с танками были выдвинуты и тяжелые батареи 122-мм пушки, 152-мм гаубицы. Попытки противника приостановить продвижение наших частей и контратаками восстановить положение были безуспешны, вследствие прочной хорошо организованной, достаточно сильной артиллерийской обороны.
За период операции с 29.9 по 20.10 по форсированию р. Днепр и развитию наступления на правом берегу, артиллерия армии под командованием тов. Хитровского своим огнем нанесла противнику следующие потери: подбито и сожжено танков – 75, из них 19 типа т-6, уничтожено артиллерийских батарей – 21, уничтожено солдат и офицеров до 2000 чел.
Отражено 35 контратак пехоты и танков противника. Все попытки противника приостановить наступление наших войск успеха не имели. Пехота, поддерживаемая организованным мощным огнем артиллерии успешно продвигается вперед.
— 
- 1943, октябрь – 1944, апрель, 2-й Украинский фронт, 3-й Украинский фронт - 37-я армия, заместитель командующего войсками - командующий артиллерией 37-й армии;
- с апреля 1944 – на излечении, комиссован по болезни с ограничением;
- 1945 – 1946 – г. Пенза, начальник пензенского артиллерийско-минометного училища;
- с 1946 - 1954 – Главная Инспекция Сухопутных войск, старший инспектор инспекции артиллерии и начальник оперативно-планового отдела Главной Инспекции МО СССР.
- 1954 – уволен в запас.
- умер 2 февраля 1970 года.

## Награды
- Орден Ленина(21.02.1945)[5]
- Орден Красного Знамени(10.11.1941)[6]
- Орден Красного Знамени(03.11.1944)[7]
- Орден Красного Знамени(20.06.1949)[8]
- Орден Суворова II степени(19.03.1944)[3]
- Орден Отечественной войны I степени(23.04.1943)[2]

- Медаль «За оборону Москвы»(9.05.1945)
- Медаль «За оборону Ленинграда»
- Медаль «За победу над Германией в Великой Отечественной войне 1941—1945 гг.» (9 мая 1945[9])
- Медаль «В память 800-летия Москвы»  (1947)

## Память
- Его имя увековечено в Главном Храме Вооружённых сил России, и навсегда запечатлено на мемориале «Дорога памяти»
- На могиле установлен надгробный памятник